# Toyota Yaris WRC
Der Toyota Yaris WRC ist ein von Toyota gebautes World Rally Car für die Teilnahme an der Rallye-Weltmeisterschaft. Seinen ersten Einsatz hatte das Auto in der Rallye-Weltmeisterschaft 2017. Die Fahrzeuge wurden vom Toyota Gazoo Racing World Rally Team (WRT) eingesetzt, ab der Saison 2021 von Toyota Gazoo Europa mit Sitz in Köln. Am Ende der Saison 2020 ersetzte Jari-Matti Latvala Teamchef Tommi Mäkinen, der in anderer Funktion für Toyota weiter arbeitet.

## Technische Daten
Das Auto hat einen Vierzylinderreihenottomotor mit Turboaufladung und Direkteinspritzung. Der Motor leistet 279 kW. Das Drehmoment wird über ein sequentielles Getriebe mit sechs Gängen und einem Allradantrieb auf den Boden übertragen. Dazu sind in dem Auto Schaltwippen und eine vordere und hintere Differentialsperre verbaut. Der Toyota Yaris WRC bremst mit Luft- und Flüssigkeit gekühlten Bremsen, die einen Durchmesser von 370 mm auf Asphalt- und einen Durchmesser von 300 mm auf Schotterstraßen haben.

## WRC-Siege
| Jahr | Nr. | Rallye                     | Untergrund | Pilot              | Co-Pilot         | Team                    |
| ---- | --- | -------------------------- | ---------- | ------------------ | ---------------- | ----------------------- |
| 2017 | 1   | Rallye Schweden 2017       | Schnee     | Jari-Matti Latvala | Miikka Anttila   | Toyota Gazoo Racing WRT |
| 2017 | 2   | Rallye Finnland 2017       | Schotter   | Esapekka Lappi     | Janne Ferm       | Toyota Gazoo Racing WRT |
| 2018 | 3   | Rallye Argentinien 2018    | Schotter   | Ott Tänak          | Martin Järveoja  | Toyota Gazoo Racing WRT |
| 2018 | 4   | Rallye Finnland 2018       | Schotter   | Ott Tänak          | Martin Järveoja  | Toyota Gazoo Racing WRT |
| 2018 | 5   | Rallye Deutschland 2018    | Asphalt    | Ott Tänak          | Martin Järveoja  | Toyota Gazoo Racing WRT |
| 2018 | 6   | Rallye Türkei 2018         | Schotter   | Ott Tänak          | Martin Järveoja  | Toyota Gazoo Racing WRT |
| 2018 | 7   | Rallye Australien 2018     | Schotter   | Jari-Matti Latvala | Miikka Anttila   | Toyota Gazoo Racing WRT |
| 2019 | 8   | Rallye Schweden 2019       | Schnee     | Ott Tänak          | Martin Järveoja  | Toyota Gazoo Racing WRT |
| 2019 | 9   | Rallye Chile 2019          | Schotter   | Ott Tänak          | Martin Järveoja  | Toyota Gazoo Racing WRT |
| 2019 | 10  | Rallye Portugal 2019       | Schotter   | Ott Tänak          | Martin Järveoja  | Toyota Gazoo Racing WRT |
| 2019 | 11  | Rallye Finnland 2019       | Schotterl  | Ott Tänak          | Martin Järveoja  | Toyota Gazoo Racing WRT |
| 2019 | 12  | Rallye Deutschland 2019    | Tarmac     | Ott Tänak          | Martin Järveoja  | Toyota Gazoo Racing WRT |
| 2019 | 13  | Rallye Großbritannien 2019 | Gravel     | Ott Tänak          | Martin Järveoja  | Toyota Gazoo Racing WRT |
| 2020 | 14  | Rallye Schweden 2020       | Schnee     | Elfyn Evans        | Scott Martin     | Toyota Gazoo Racing WRT |
| 2020 | 15  | Rallye Mexiko 2020         | Schotter   | Sébastien Ogier    | Julien Ingrassia | Toyota Gazoo Racing WRT |
| 2020 | 16  | Rallye Türkei 2020         | Schotter   | Elfyn Evans        | Scott Martin     | Toyota Gazoo Racing WRT |
| 2020 | 17  | Rallye Monza 2020          | Asphalt    | Sébastien Ogier    | Julien Ingrassia | Toyota Gazoo Racing WRT |
| 2021 | 18  | Rallye Monte Carlo 2021    | Schnee     | Sébastien Ogier    | Julien Ingrassia | Toyota Gazoo Racing WRT |
| 2021 | 19  | Rallye Kroatien 2021       | Asphalt    | Sébastien Ogier    | Julien Ingrassia | Toyota Gazoo Racing WRT |
| 2021 | 20  | Rallye Portugal 2021       | Schotter   | Elfyn Evans        | Scott Martin     | Toyota Gazoo Racing WRT |
| 2021 | 21  | Rallye Italien 2021        | Schotter   | Sébastien Ogier    | Julien Ingrassia | Toyota Gazoo Racing WRT |
| 2021 | 22  | Rallye Safari 2021         | Schotter   | Sébastien Ogier    | Julien Ingrassia | Toyota Gazoo Racing WRT |
| 2021 | 23  | Rallye Estland 2021        | Schotter   | Kalle Rovanperä    | Jonne Halttunen  | Toyota Gazoo Racing WRT |
| 2021 | 24  | Rallye Griechenland 2021   | Schotter   | Kalle Rovanperä    | Jonne Halttunen  | Toyota Gazoo Racing WRT |
| 2021 | 25  | Rallye Finnland 2021       | Schotter   | Elfyn Evans        | Scott Martin     | Toyota Gazoo Racing WRT |
| 2021 | 26  | Rallye Monza 2021          | Asphalt    | Sébastien Ogier    | Julien Ingrassia | Toyota Gazoo Racing WRT |